# Unité urbaine d'Albi
L'unité urbaine d'Albi est une unité urbaine française centrée sur la commune d'Albi, dans le département du Tarn en région Occitanie.

## Données globales
En 2010, selon l'Insee, l'unité urbaine d'Albi était composée de dix communes, toutes situées dans l'arrondissement d'Albi, subdivision administrative du département du Tarn.
Dans le nouveau zonage réalisé en 2020, elle est composée de neuf communes une de moins qu'en 2010 la commune de Castelnau-de-Lévis.
En 2022, avec 74 817 habitants, elle représente la 1re unité urbaine du département du Tarn et occupe le 10e rang dans la région Occitanie.
En 2022, sa densité de population s'élève à 610 hab/km2. Par sa superficie, elle représente 2,13 % du territoire départemental mais, par sa population, elle regroupe 18,89 % de la population du département de Tarn.

## Composition 2020 de l'unité urbaine
Elle est composée des neuf communes suivantes :
| Nom                 | Code Insee | Département | Statut       | Superficie (km2) | Population (dernière pop. légale) | Densité (hab./km2) | Modifier                                    |
| ------------------- | ---------- | ----------- | ------------ | ---------------- | --------------------------------- | ------------------ | ------------------------------------------- |
| Albi (ville-centre) | 81004      | Tarn        | ville-centre | 44,26            | 50 605 (2022)                     | 1 143              | modifier les données · modifier les données |
| Arthès              | 81018      | Tarn        | banlieue     | 10,01            | 2 528 (2022)                      | 253                | modifier les données · modifier les données |
| Cambon              | 81052      | Tarn        | banlieue     | 7,71             | 2 128 (2022)                      | 276                | modifier les données · modifier les données |
| Cunac               | 81074      | Tarn        | banlieue     | 6,38             | 1 622 (2022)                      | 254                | modifier les données · modifier les données |
| Lescure-d'Albigeois | 81144      | Tarn        | banlieue     | 14,18            | 4 585 (2022)                      | 323                | modifier les données · modifier les données |
| Puygouzon           | 81218      | Tarn        | banlieue     | 19,96            | 3 549 (2022)                      | 178                | modifier les données · modifier les données |
| Saint-Juéry         | 81257      | Tarn        | banlieue     | 9,21             | 6 575 (2022)                      | 714                | modifier les données · modifier les données |
| Le Sequestre        | 81284      | Tarn        | banlieue     | 5,42             | 2 025 (2022)                      | 374                | modifier les données · modifier les données |
| Terssac             | 81297      | Tarn        | banlieue     | 5,43             | 1 200 (2022)                      | 221                | modifier les données · modifier les données |

## Évolution démographique zonage 2020
| 1968   | 1975   | 1982   | 1990   | 1999   | 2006   | 2011   | 2016   | 2022   |
| ------ | ------ | ------ | ------ | ------ | ------ | ------ | ------ | ------ |
| 54 929 | 60 863 | 62 942 | 65 437 | 66 470 | 70 765 | 72 166 | 72 855 | 74 817 |

#### Données générales
- Unité urbaine en France
- Aire d'attraction d'une ville
- Liste des unités urbaines de France

#### Données démographiques en rapport avec l'unité urbaine d'Albi
- Aire d'attraction d'Albi
- Arrondissement d'Albi

#### Données démographiques en rapport avec le Tarn
- Démographie du Tarn